# Pakabsidia kuluana
Pakabsidia kuluana es una especie de coleóptero de la familia Cantharidae.

## Distribución geográfica
Habita en la India.